# Aphis caliginosa
Aphis caliginosa är en insektsart som beskrevs av Hottes och Theodore Henry Frison 1931. Aphis caliginosa ingår i släktet Aphis och familjen långrörsbladlöss. Inga underarter finns listade i Catalogue of Life.